# Nahmanidész
Nahmanidész (héberül: מֹשֶׁה בֶּן־נָחְמָן [Móse ben Nahman], latinul: Nahmanides, ógörögül: Ναχμανίδης, magyarosan Nahmanidész, Náchmánidesz, Náchmánidész), rövidített nevén RaMBaN (Rabbi Mose ben Nahman, héberül: רמב״ן), (Girona, 1194 – Akko, 1270. április 4.) középkori hispániai zsidó orvos, Biblia- és Talmud-kommentátor, filozófus, teológus és költő.

## Élete
Nahmanidész 1194-ben született a hispániai Geronában a híres barcelonai Jicchák ben Rubén rabbi unokájaként és a geronai Joná (Rábénu Joná) unokatestvéreként. Szülővárosa után kapta “a geronai” jelzőt. Juda ben Jákár és a trinquetaille-i Méir ben Nátán vezették be a Talmud ismeretébe, de tanította őt a híres kabbalista, Záchárjá Coppell Gold is, akit – utalva ezzel testi adottságaira – a “Kicsi” néven hívtak a kortársai. Rabbijaitól a korszak három fő iskolájának, a spanyolnak, az észak franciának és a dél franciának hagyományait vette át és ötvözte egybe életművében, amellyel egyedülálló volt a korszakban. Hogy biztosítsa a megélhetéshez szükséges jövedelmet, orvostudományt és filozófiát tanult. Azonban emellett már ifjú korában a zsidó tudományokban jártas tudósként szerzett magának elismertséget. Májmonidészhez hasonlóan ő is mind a háláchában (az élet minden területét szabályozó vallási törvények), mind a háskáfában (a vallásos ideológiában) kiemelkedő elismertségre szert tett. Bar-micvója (a 13 éves fiú felnőtté avatási szertartása) után mindössze három év telt csak el, amikor belefogott a zsidó jogról írt műve, a Milchemet Hásém (Az Örökkévaló háborúja) megírásába. Irodalmi munkásságát a lentebbi fejezet mutatja be.
Mint Hispánia leghíresebb rabbiját, 1263-ban X. Alfonz kasztíliai király hitvitára hívatta Barcelonába. A hitvita Pennaforti Szent Rajmund ötlete volt, Nahmanidész ellenfeleként pedig a kikeresztelkedett zsidó Pablo Christiani lépett fel. A 4 napig tartó hitvita során a Messiás eljövetelének, isteni vagy emberi voltának; illetve a keresztény vagy a zsidó vallás igazságának kérdését vizsgálták meg a felek. A vita végén Nahmanidész maradt felül, a király pénzzel ellátva bocsátotta el.
Nahmanidész később elkészítette a vita leírását, amely különféle másolatokban 1264 körül elterjedt a zsidók által lakott országokban. Ez az írás Pablo Christiani szerint keresztényellenes tanításokat tartalmazott, és a mű létrejöttéért bevádolta Nahmanidészt I. Jakab aragóniai királynál. (Az Ibériai-félszigeten ekkoriban több kisebb királyság, mint pl. Kasztília és Aragónia helyezkedett el.) Nahmanidész beismerte, hogy az iratban szerepelnek kritikák a kereszténységgel szemben, ezek azonban a X. Alfonz előtt tartott nyilvános vitában is elhangzottak. A király elismerte Nahmanidész védekezésének helyességét, és 1265 áprilisában királyi menlevéllel bocsátotta el a zsidó tudóst. Domonkos-rendi szerzetesek azonban bevádolták a királyt IV. Kelemen pápánál, hogy büntetlenül hagy egy kereszténységet gyalázó irat szerzőjét. A pápa dorgálásban részesítette – más ügyek mellett – ezért Jakab királyt. Úgy tűnik, hogy ezután az öreg Nahmanidészt száműzetésre ítélték Hispániából. A 70 éves tudós elhagyta tehát szülőföldjét, két fiát, iskoláját, tisztelőit, és – összekötve a száműzetést régi álmával – hajóval Palesztinába ment. 1267-ben kötött ki az ekkor keresztény kézen lévő Akkóban. Az év augusztus 6-án indult tovább Jeruzsálembe. A mongolok korabeli pusztításait így írja leː „Mennél szentebb a hely, annál jobban fel van dúlva; Jeruzsálem jobban, mint Judea többi része, emez ismét jobban, mint Galilea.” Jeruzsálemben mindössze 1-2 zsidó családot talált. Zarándokok segítségével zsinagógát épített, és tanítani kezdte a helybeli lakosokat a zsidó vallásra. Állítólag még a szakadár karaiták közül is többen hallgatták előadásait.
Nahmanidész 3 éven át élt Palesztinában. Ezalatt levelezés útján tartotta fiaival a kapcsolatot, és továbbította nekik újabb írásait. 1270-ben hunyt el, testét Haifában helyezték nyugalomra korábban kivándorolt barátja, Rabbi Jechiel mellé. Halála után személye körül csodákkal telített mondakör alakult ki.

## Művei
Úgynevezett talmudi novellákat (chiddusim) írt, amelyek a későbbiekben a mózesi tanításokkal álltak azonos tekintélyben, és rendkívül alapos kutatási módszere elterjedt a franciaországi, német-római birodalombeli, és a lengyelországi zsidóság körében. Nahmanidész szinte vak követője a korábbi talmudtudósoknak, véleménye szerint ha nincsen is az elődöknek igazuk, mégis „fejünket lábaik alá kell hajtanunk”. Védi a Rifet (Alfázit) Zerakia ha-Lévivel, Maimonidészt Ábrahám ben Dáviddal szemben Milchamót, illetve Széfer Ha-Zechut című műveiben. Ezeket az iratokat egyfelől porban csúszó alázatosság, másfelől kirívó öndicséret teszi ellentmondásos stílusúvá. Piszké Haláchót címmel tószafót-szerű fejtegetéseket írt több talmudi traktátushoz. Tórakommentárja – amelyben több gondolatot Maimonidésztől kölcsönöz – pesat-jellegű, bár bizonyos aggadikus és misztikus megközelítés is fellelhető benne. Nahmanidész szeret a targumok alapján többféle bibliai olvasatot kombinálni, és igénybe venni az arám nyelvet fejtegetéseihez. Nagy hangsúlyt fektet a nyelvtani szempontokra, és szófejtése többnyire szerencsés. Kedveli a betűjátékot, stílusa tiszta, magyarázata nem esik részeire, hanem összefoglaló eszmei kifejtés. Önálló gondolatai a tradíciónál megszűnnek, a hagyománnyal szemben a nyelvtani bizonyítékokat is hiábavalónak tartja. Mint írja, a régiek döntő nyelvtudósok is. Ő csak az általános teológiai fogalmak megértésére törekszik, mindent szót, betűt valamilyen Isteni jelleg hordozójának tekint. A midrást képletes beszédmódnak (sermon, nunciamente) nevezi, amelyből külön kell kibontani a valódi tartalmat. Nagy szerepet játszik nála a törvények megokolása. A haláchát a Bibliából próbálja levezetni
A korszak filozófusait nem használta fejtegetéseinél, Arisztotelész nézetei pedig kifejezetten ellenszenvesek neki. Ezzel szemben Maimonidész nézetei, Rási jámbor gondolkozása és Ábrahám ibn Ezra szellemessége, tömörsége hatott munkásságára. Ez ugyanakkor nem gátolja meg, hogy olykor ítélet mondjon Ibn Ezráról, ha ellentétet vél felfedezni előde tanítása és a Szentírás közöttː „Rabbi Ábrahám szerint hibás a Krónikák könyve, de a hiba Ábrahám szavaiban van.” Vagyː „Forró arany öntessék a bölcsnek szájába.” Érdekesség, hogy fejtegetéseibe belevonja a természettudományok és az orvoslás eredményeit is. A filozófiát általában következetesen mellőzi – leszámítva Jób könyvéről írott kommentárját, és két etikai írását (Tórát Ha-ádám ['Az ember tana'], Iggeret ha-kódes ['Az önmegszentelésről']) –, bár elismeri a filozófiai vizsgálatok jogosságát.

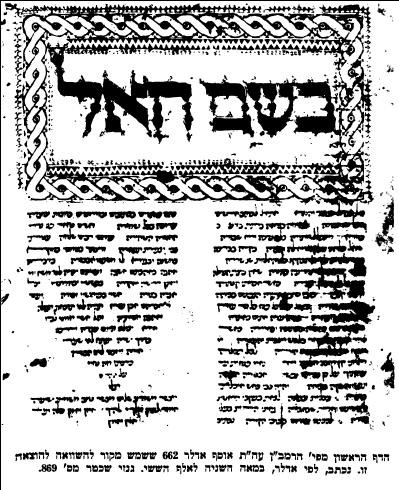
Egy oldal Nahmanidész kommentárjaiból (15. századi kézirat)

Nahmanidész főbb hitnézetei a semmiből való világteremtés, Isten mindentudása, és a providencia (gondviselés). Elfogad bizonyos metafizikai és teozófiai rejtélyeket (szitré tóra), amelyeket a véges emberi ész nem tud megoldani. Vallja, hogy a csodák természetfölöttiek – nem szabad őket racionalizálni, természetes eseményekké lefokozni. „Nem híve az Mózes Tórájának, aki minden szavát, és az elbeszélte eseményeket nem tartja csodásnak, hogy eltértek a világ rendjétől és természetétől.” Elismeri a csillagzatok és istennevek misztikus hatásait, illetve hisz a démonokban is. A földöntúli jutalmat és büntetést a lélek mellett a testre is vonatkoztaja, a feltámadt testet örökkévalónak tartja. 1268 körül Palesztinában befejezett Pentateuchos-kommentárja erősen misztikus szemléletű.
Nahmanidész kevésbé ismert könyve a Sáár Hágmulból idézünk, ahol a Maimonidésznek az Eljövendő Világról leírt képét támadja. Prózai művek mellett vallásos költeményeket is írt. Nyelve az értékelések szerint nem igazán művészi, de bővelkedik bibliai vonatkozásokban és hatalmas, misztikus képekben. Legjelentősebbnek egy újévi himnuszát tekintik.

## Magyar nyelvű fordítások
Nahmanidész teljes életműve mindezideig nem rendelkezik magyar nyelvű fordítással. Kisebb szemelvények jelentek meg műveiből:
- Frisch Ármin: Szemelvények a Biblia utáni zsidó irodalomból, Pallas Irodalmi és Nyomdai Rt., Budapest, 1906 (reprint kiadás: Auktor Könyvkiadó, Budapest, 1993, ISBN 963-7780-24-6, 413 p), 292–294. oldal
- Scheiber Sándor: A feliratoktól a felvilágosodásig – Kétezer év zsidó irodalma (Zsidó irodalomtörténeti olvasmányok), Múlt és Jövő Lap- és Könyvkiadó, Budapest, 1997, ISBN 963 85697 4 3, 197–199. o.
- A szexualitás misztikája. A szentség levele. Ford.: Zsom Dóra. Budapest,  MTA Kvt. és Inf. Közp. : Jaffa, 2018 (Lichniae) ISBN 9789634750864

## Egyéb külső hivatkozások
- Náchmanidész: Sáár hágmul, vita Maimonidésszel. Zsidó Tudományok Szabadegyeteme 5. kötet – Messiás. (Hozzáférés: 2016. december 21.)[halott link]
- Náchmanidész: Valódi vagy álombeli angyalok?. Zsidó Tudományok Szabadegyeteme 6. kötet – A zsidó vallás tizenhárom hitelve. [2016. május 15-i dátummal az eredetiből archiválva]. (Hozzáférés: 2016. december 21.)
- Náchmanidész: A jutalom kapuja: Az „Eljövendő Világ”: vita Maimonidésszel. Zsidó Tudományok Szabadegyeteme 6. kötet – A zsidó vallás tizenhárom hitelve. [2016. december 22-i dátummal az eredetiből archiválva]. (Hozzáférés: 2016. december 21.)